# Lockwitz

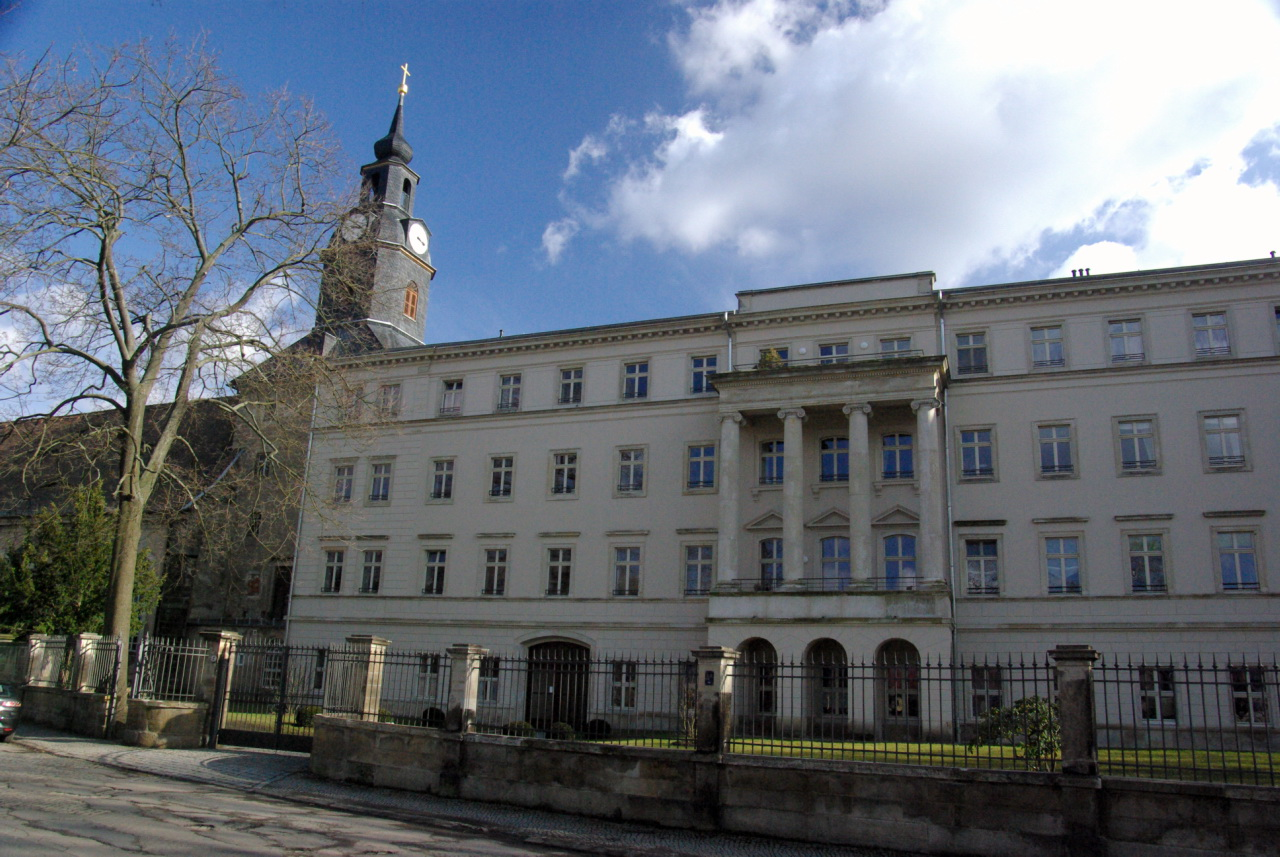
Schloss Lockwitz und Schlosskirche Lockwitz

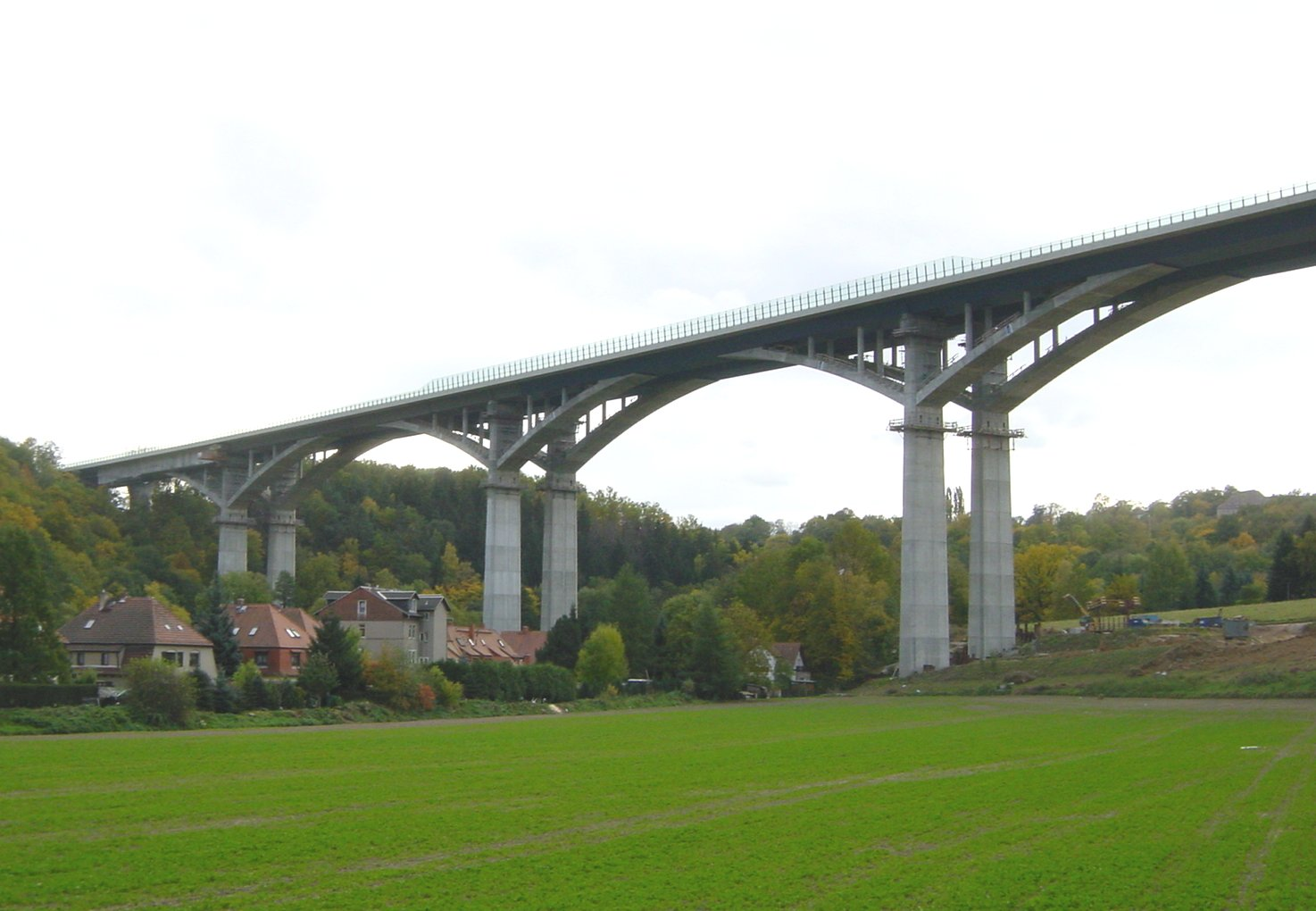
Lockwitztalbrücke der Autobahn 17

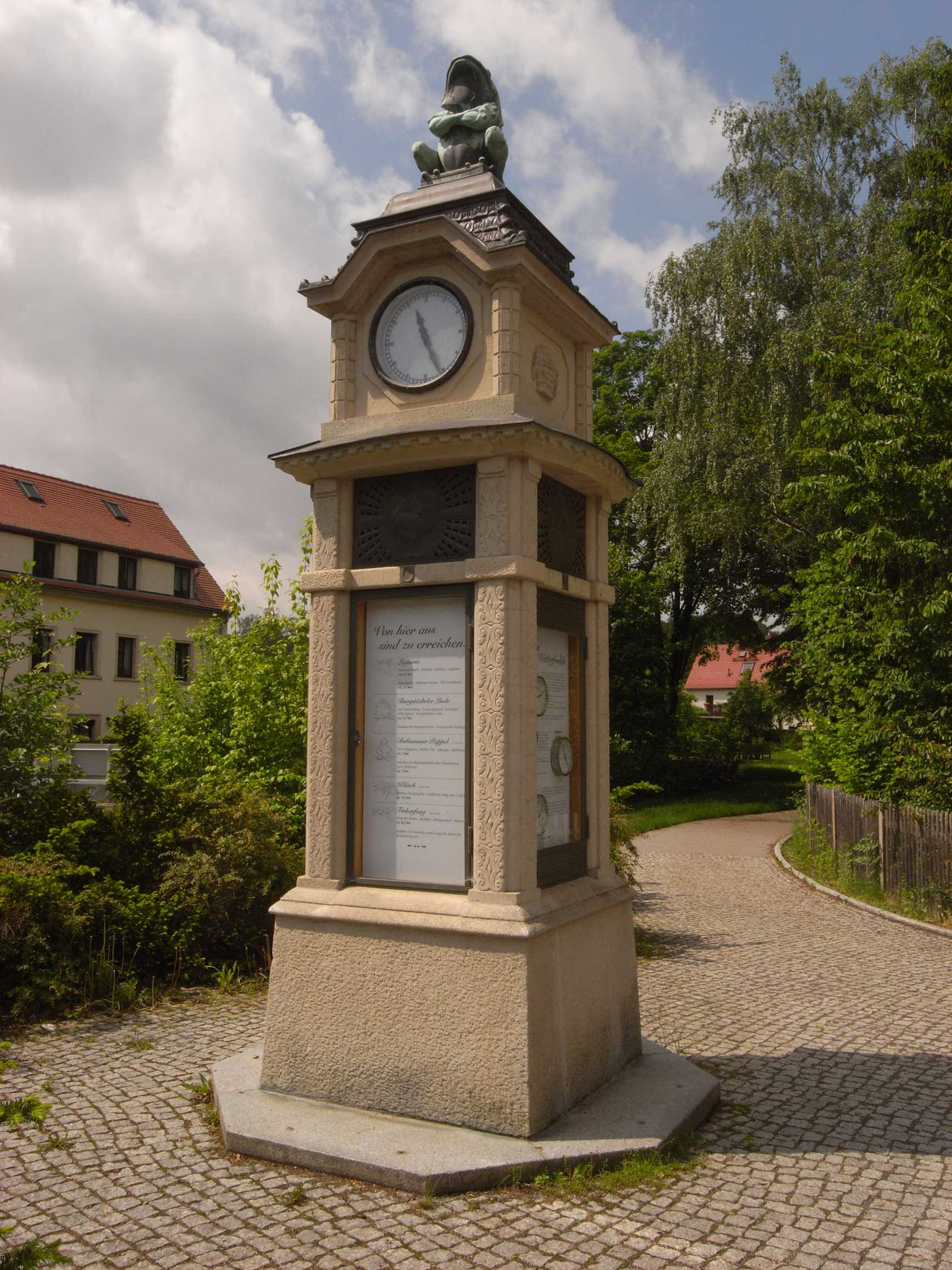
Die Wettersäule am Lockwitzbach (1913 errichtet)

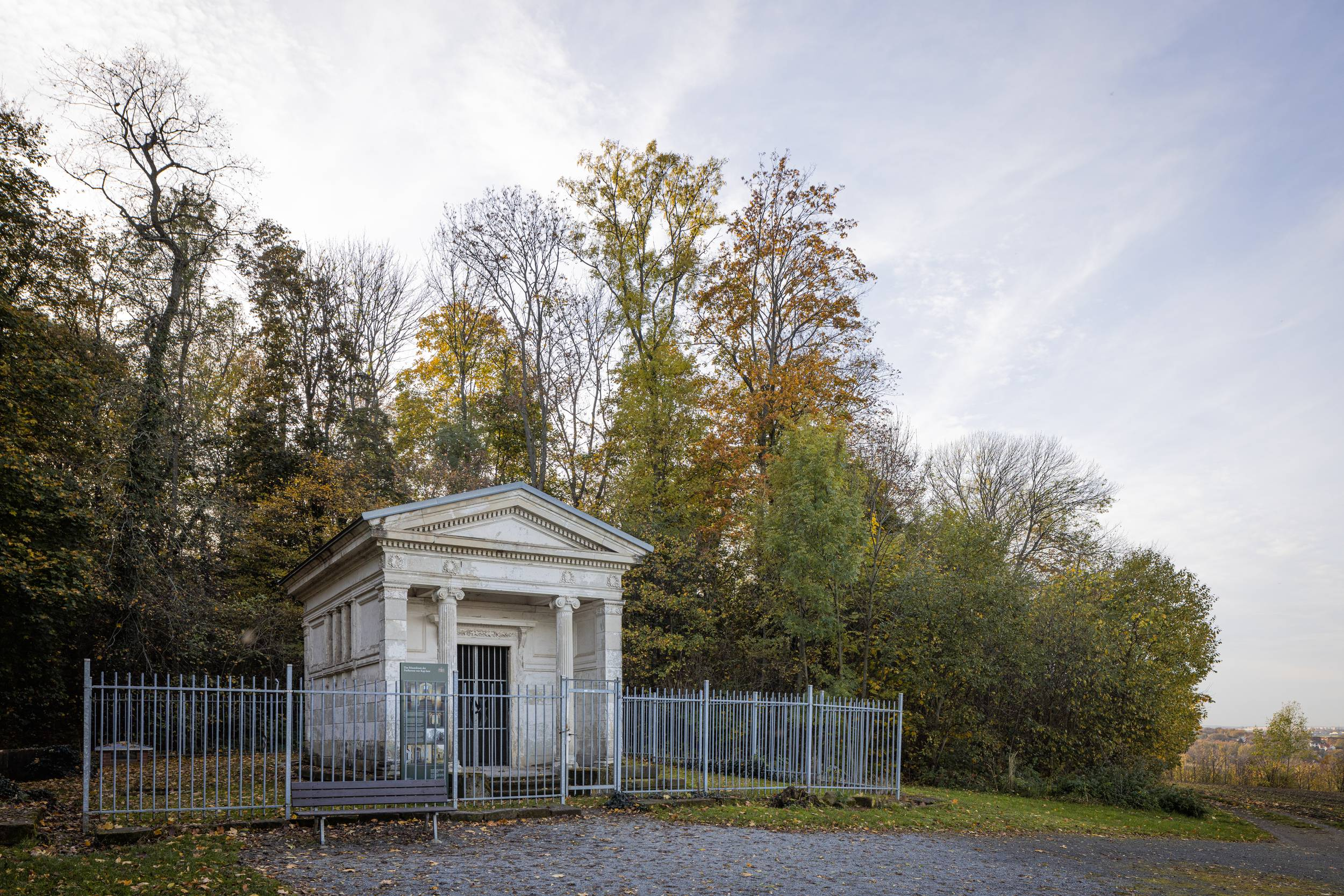
Das Mausoleum der Kap-herrs

Lockwitz ist ein Stadtteil im äußersten Südosten der Stadt Dresden und des Stadtbezirks Prohlis.
Zum Statistischen Stadtteil Lockwitz gehören noch die angrenzenden Orte Kauscha, Luga und Nickern. Tatsächlich befindet sich in Lockwitz die südlichste Bebauung der Stadt. Zu dieser gehört die etwa 65 Meter hohe Lockwitztalbrücke der A 17 über den Lockwitzgrund. Lockwitz liegt am nördlichen Ende dieses Tals am gleichnamigen Lockwitzbach.

## Geschichte
Lockwitz wurde in einer Urkunde von 1288 erstmals als Unter- und Oberlockwitz (parvo- und maiori Lucawitz) erwähnt. Es gehörte damals zur reichsunmittelbaren Burggrafschaft Dohna und kam erst nach deren Niedergang 1402 zur Markgrafschaft Meißen, dem Vorläufer Sachsens. Der Name leitet sich aus dem altsorbischen *Łukavica ab (von łuka, „Wiese, Aue“) und bedeutet „Ort am Wiesenbach“ oder „Ort an der Aue“. Das später entstandene, erstmals 1349 erwähnte Rittergut besaß die Obere Gerichtsbarkeit, konnte also harte Strafen verhängen und vollziehen.
Friedrich II. von Preußen machte Lockwitz während des Siebenjährigen Krieges im März 1757 für einen Monat zu seinem Hauptquartier und wurde dort von seinem Kammerdiener Glasow im Auftrag der katholischen sächsischen Kurfürstin Maria Josepha beinahe mit einer Tasse heißer Schokolade vergiftet, wenn nicht ein Junge die Giftmischerei in der Küche zufällig beobachtet und das dem König gemeldet und ihm so das Leben gerettet hätte.
1788/89 lebte hier Samuel Hahnemann, der Begründer der Homöopathie.
Im 19. Jahrhundert blühte die halbindustrielle Mühlenverarbeitung in Lockwitz auf und ermöglichte so einen Wandel vom Bauernstand zum bürgerlichen Ort. Durch den nahen Obstanbau entstand eine wichtige Kelterei.
Gutsbesitzer zu jener Zeit wurde Hermann Freiherr von Kap-herr (1801–1877). Er war als spanischer Konsul, Bankier und erblicher Ehrenbürger von St. Petersburg 1868 in den Adelsstand erhoben worden. Und sein Sohn Karl (1827–1887) begründete sogleich einen Familienfideikommiss mit festgelegter Erbfolge, für Lockwitz und die Begüterung Klein Vielen in Mecklenburg. Hauptwohnsitz des Erben Freiherr Hermann von Kapp-herr (1854–1929) blieb Schloss Lockwitz. Kurz vor der großen Wirtschaftskrise 1928/1929 umfasste das mecklenburgische Rittergut Klein Vielen mit Hartwigshof der Gebrüder Freiherren von Kapp-herr insgesamt 1108 ha.
Im Jahr 1906 wurde Lockwitz an das Dresdner Straßenbahnnetz durch die Lockwitztalbahn angeschlossen, welche 1977 durch eine Buslinie ersetzt wurde. Im Jahr 1930 wurde Lockwitz nach Dresden eingemeindet. Mitte der 1920er Jahre bestanden nach dem Landwirtschaftlichen Adressbuch für den Freistaat Sachsen drei Landwirtschaftsbetriebe in Lockwitz. Die Bauernhöfe von Robert Bruchmann mit 13 ha, von Paul Schmidt-Nickern mit 11 ha sowie das adelige Rittergut, 289 ha groß, Verwalter O. Jacob.
Letzter Schlossherr war Richard Freiherr von Kapp-herr (1889–1961), Major a. D. und seit 1937 Rechtsritter des Johanniterordens.

## Wetterereignisse
Im August 2002 kam es nach einer 5b-Wetterlage zu einer „Jahrtausendflut“.
Der Hochwasserschutz wurde zu einem Dauerthema.
Bereits Anfang Juni 2013 gab es wieder ein Jahrhunderthochwasser: Hochwasser in Mitteleuropa 2013. Kurz zuvor, am 29. Mai 2013 knickte ein Tornado der Stärke F1 im Lockwitzgrund einige Bäume an der Autobahn A 17 um.

## Bebauung und Kulturdenkmale
An die Grundstruktur eines Rundlings erinnert die Bezeichnung des zentralen Dorfplatzes als „Am Plan“. Die dörfliche Struktur blieb trotz der frühen Eingemeindung im Jahr 1930 erhalten. Der Dorfkern liegt etwa zwei Kilometer vom südlichen Stadtrand, der gleichzeitig die Grenze des Stadtteils bildet, entfernt. Im Dorfkern befindet sich auch ein Gutsherrenschloss, das Anfang des 18. Jahrhunderts mit der evangelischen Schlosskirche Lockwitz baulich verbunden wurde.

## Verkehr
Der Stadtteil ist über Buslinien direkt mit dem Hauptbahnhof verbunden. Das etwa 10 Kilometer entfernte Stadtzentrum ist in etwa 20 Minuten zu erreichen. Der Stadtteil wird im Norden von der Staatsstraße 172 geschnitten. Lockwitz ist zudem von der A 17 sowohl über die Autobahnabfahrt Prohlis als auch über die Abfahrt Heidenau erreichbar.

## Angrenzende Stadtteile und Gemeinden
- Dresden-Niedersedlitz im Norden,
- Dresden-Prohlis im Nordwesten,
- Dresden-Leubnitz-Neuostra im Westen,
- Gemeinde Kreischa (Landkreis Sächsische Schweiz-Osterzgebirge) im Südwesten und Süden,
- Stadt Dohna (Landkreis Sächsische Schweiz-Osterzgebirge) im Südosten,
- Stadt Heidenau (Landkreis Sächsische Schweiz-Osterzgebirge) im Osten

## Persönlichkeiten
- Carl August Zscheckel (1824–1870), Holzstecher und Illustrator
- Gustav Hänichen (1860–1924), Architekt
- Felix Oskar Hänichen (1865–1946), Kaufmann, Mitglied des Deutschen Reichstags
- Hermann Tögel (1869–1939), stellvertretender Direktor am Lehrerseminar Löbau, „Religionspädagoge“
- Max Schwarze (1874–1928), Wegbereiter der Sportwissenschaft
- Günter Behnisch (1922–2010), Architekt und Professor für Architektur
- Hans-Jürgen Reznicek (* 1953), Bassist, u. a. der Band Silly
- Reimer Mager (1906–1966), Synodalpräsident